# Giornalista pubblicista
Il giornalista pubblicista è una figura professionale prevista in Italia, disciplinata dalla legge 3 febbraio 1963, n. 69, che svolge un'attività giornalistica non occasionale e retribuita anche se esercita altre professioni o impieghi, iscritta a un apposito elenco dell'Albo dei giornalisti. 
Si differenzia dal giornalista professionista, il quale invece esercita in modo esclusivo e continuativo la professione di giornalista, e inoltre deve superare esame di abilitazione per l'accertamento dell'idoneità professionale.

## La disciplina italiana
Ai sensi della normativa del 1963, i pubblicisti sono iscritti all'albo dei giornalisti, ma sono inseriti in un apposito elenco, diverso da quello dei professionisti, non è inoltre richiesto alcun particolare titolo di studio. La legge 31 dicembre 2012, n. 233, ha previsto un «equo compenso» per i giornalisti collaboratori (ovvero tutti i “titolari di un rapporto di lavoro non subordinato”).
A tale albo si può accedere dopo aver svolto un'attività giornalistica non occasionale e retribuita per almeno due anni. La legge per l'iscrizione prevede la pubblicazione di un certo numero di articoli retribuiti nell'arco di due anni consecutivi, con un versamento complessivo che dimostri il pagamento di emolumenti. La quantità di articoli e il compenso minimo per cui la retribuzione possa essere ritenuta valida ai fini dell'iscrizione varia da regione a regione ed è stabilito dall'ordine regionale.
A differenza dei professionisti, non è previsto per il pubblicista il superamento dell'Esame di stato per l'accertamento dell'idoneità professionale.
Il pubblicista può contemporaneamente iscriversi agli altri ordini professionali (ad esempio a quello degli avvocati, a differenza del giornalista professionista).

## La giurisprudenza
Nel 1968 la Corte costituzionale ha esteso ai pubblicisti la possibilità di dirigere testate quotidiane. Il pubblicista Ugo Stille è stato, nel 1987, il primo direttore di un quotidiano nazionale (Corriere della Sera).
La Corte di cassazione, con la sentenza n. 256 del 2 aprile 1971, ha definito con precisione la differenza tra "giornalista professionista" e "giornalista pubblicista": il primo è un operatore a tempo pieno del mondo dell'informazione, mentre il giornalista pubblicista, pur svolgendo attività continuativa e retribuita, è un operatore non professionale a tempo parziale (cioè svolge un'altra professione come attività principale). Di conseguenza, i pubblicisti non possono ricoprire le qualifiche previste dal contratto di lavoro giornalistico (redattore ordinario, caposervizio, inviato, caporedattore e vicedirettore).
La medesima sentenza della corte di cassazione prevedeva che un giornalista pubblicista non potesse svolgere neanche la funzione di direttore responsabile, ma la Corte costituzionale ha cancellato questo divieto. La suprema corte nello stesso anno 1971 ha sancito l'incostituzionalità della legge 69/1963, rispetto all'articolo 21 della Costituzione, nella parte in cui prevede che solo i giornalisti professionisti possano assumere l'incarico di direttore responsabile di una testata giornalistica.
Nel 2016 la Corte di cassazione ha definitivamente confermato che «lo status di giornalista professionista è, e resta, profondamente diverso da quello del giornalista pubblicista. L'iscrizione nell'elenco dei pubblicisti dipende non dal livello qualitativo degli articoli scritti, ma dal concorso di requisiti e condizioni previsti dalla norma indicata, mentre all'organo professionale non spetta alcuna valutazione discrezionale, neppure tecnica, sull'istanza dell'aspirante, ma il mero riscontro della sussistenza dei richiesti presupposti».